# 圖書館採光

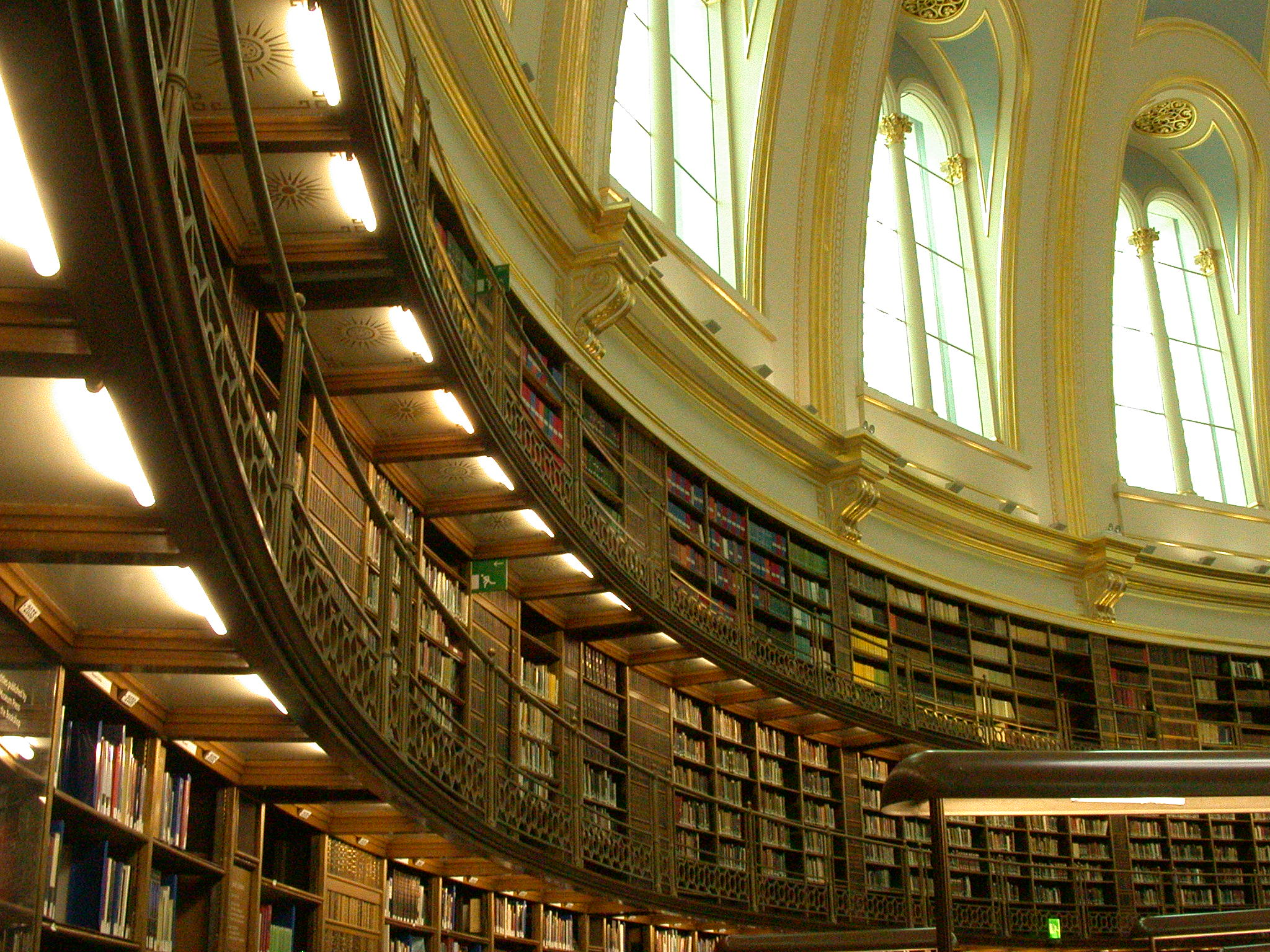
建築物的採光設計對圖書館而言極為重要。圖為大英博物館的閱覽室。

圖書館採光是一門以研究圖書館建築的採光設計、燈光布置、光線強度等問題為主的學問。照明可以改善為圖書館的環境，因為舒適與足夠的光線可以增加讀者的閱讀品質。不良的照明設計除了會對讀者與館員的視力造成傷害外，更可能會使其產生重影與眩光等視覺疲勞問題。

## 歷史
在電燈發明以前，圖書館經常發揮不了它該有的作用，即提供讀者足夠的光線閱讀。而且由於圖書館內充滿易燃的書籍與手稿，在館內使用蠟燭或油燈等會產生火花的燈具是極為不智的行為，因為只要發生一次意外就可以造成難以彌補的嚴重損失。19世紀時西方各國圖書館使用的是不會產生火花的煤氣燈，但由於它是以天然氣做為燃料，所以會在室內產生大量一氧化碳，而萬一發生爆炸後果更是不堪設想。
1906年，湯瑪斯·愛迪生發明鎢絲燈芯，使電燈得以大規模且廉價地應用，圖書館的發展邁入一個新的里程碑，從此它可以終年提供充足且較為安全的照明，而不再只能仰賴自然光，開放時間也從白天延伸到黑夜。雖然在愛迪生以前，英國科學家約瑟夫·史旺就已發明電燈，但由於價格昂貴，因此仍然無法滿足圖書館的長時間使用需求。愛迪生以鎢製造燈芯的電燈泡讓圖書館得以終日提供良好的照明，並增進讀者的進館意願，連帶使知識的普及率增加。

## 採光設計
圖書館的採光設計應同時兼顧照明與館藏維護兩點，缺一不可。影響紙張保存的因素眾多，其中一項便是光線的照射。由於紙的結構成份含有纖維，而光線則會與氧氣發生光合水解作用，其產生的能量會使纖維素分解氧化，造成纖維素分子鏈斷裂，紙張纖維的聚合度也跟著下降，導致其硬化分裂，使紙張的損壞加劇。所以在存有較脆弱古老之書籍與手稿的書庫中應避免日光直射，人工照明也應謹慎使用。
在讀者閱覽空間中，則應以照明為主要考量，光源需同時兼顧人工照明與自然光源。但由於自然光源的不穩定性，所以仍應提供充足且穩定的人工照明以利館內人員使用。光線強度依不同區域需有所變化，但相鄰區域強度不應變化過大。在開架藏書區中，書架的擺放應與人工照明垂直，與自然光源平行，以達到光線的最大利用。由於書籍需避免紫外線照射，故以螢光燈等不會產生紫外線的燈具為佳。而在閱覽區，其人工照明除應柔和、舒適且明亮外，還應避免讀者與館員產生眩光等視覺疲勞現象。因此閱覽室的光線應具備足夠照度與輝度，必要時可加設檯燈，以利照明。